# اتصال نیم‌ونیم

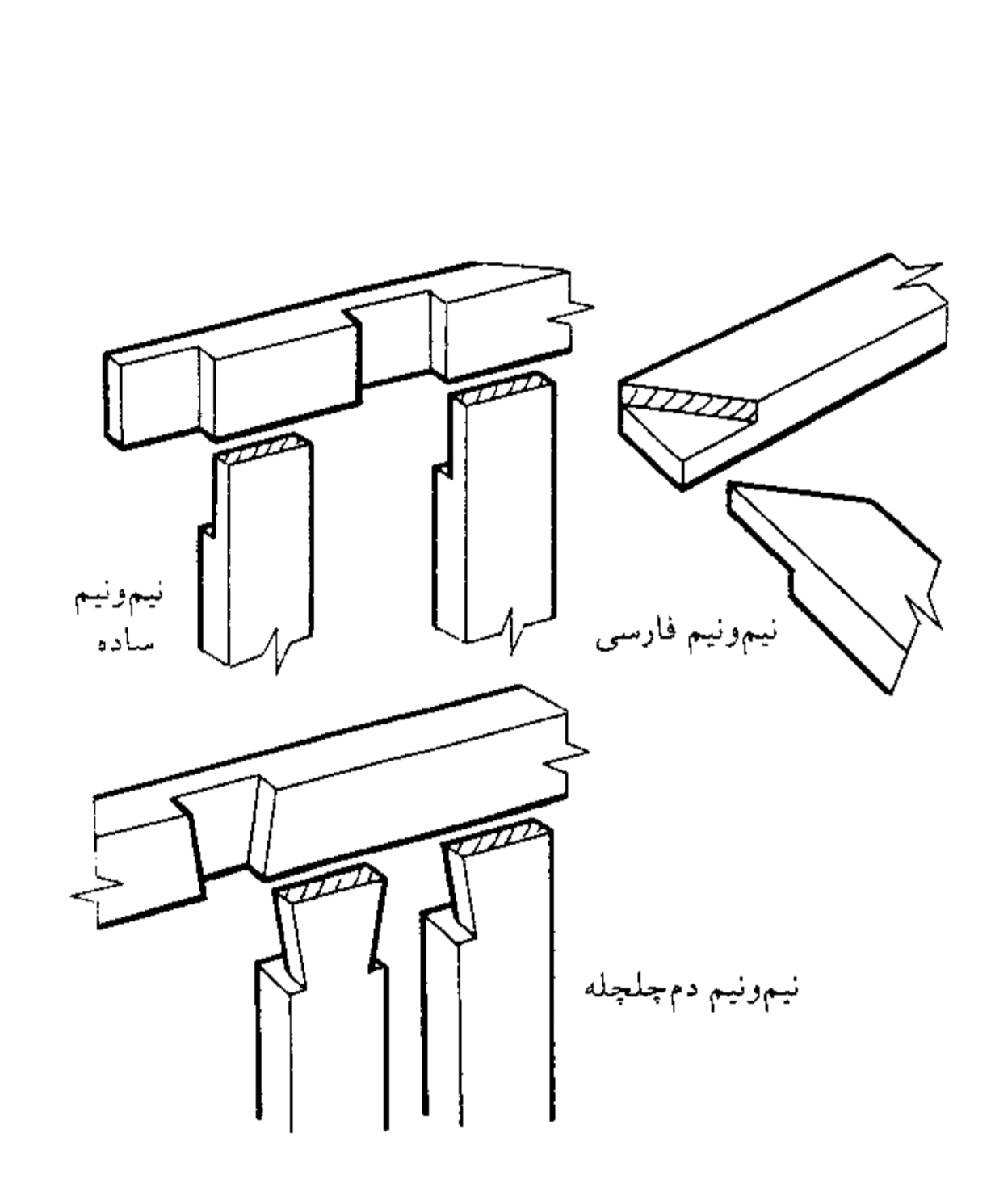
اتصالات نیم‌ونیم در درودگری

اتصال نیم‌ونیم (انگلیسی: Lap joint) گونه‌ای از اتصال‌های نجاری است که در آن قطعات روی یکدیگر قرار می‌گیرند.
اتصال‌های نیم‌ونیم می‌توانند برای اتصال چوب، پلاستیک یا فلز به کار روند. در صنعت نجاری، این اتصال برای پیوستن قطعات چوبی کاربرد دارد.
اتصال‌های نیم‌ونیم، چنان‌که از نام آنها برمی‌آید، اتصالهایی هستند که ضخامت سر آنها نصف ضخامت قطعه است، به‌طوری‌که پس از سوار شدن هم‌رو می‌شوند. انواع اتصال نیم‌ونیم عبارت‌اند از: اتصال نیم‌ونیم نبشی، که در ساخت کلاف درهای ارزان‌قیمت و سایر کلاف‌های سبک به کار می‌رود؛ اتصال نبشی نیم‌ونیم فارسی، که در ساخت قاب عکس به کار می‌آید؛ اتصال نیم‌ونیم تی (T)، که در ساخت کلاف‌هایی به‌کار می‌رود که در آنها قیدی، دور از سر کلاف، به بائو متصل می‌شود؛ اتصال نیم‌ونیم دم‌چلچله‌ای تی، برای اتصال قیدهای کلاف، به‌منظور مقاومت در برابر کرنش خارجی به‌کار می‌رود؛ و اتصال نیم‌ونیم چپ‌وراست، که در جایی به‌کار می‌رود که قیدهای عرضی یا قطری باید یکدیگر را قطع کنند و در عین حال هم‌رو باشند.
اتصال نیم‌ونیم ممکن است از نوع کامل یا ساده باشد. در اتصال کامل، هیچ بخشی از قطعات حذف نمی‌شود و ضخامت محل اتصال برابر با مجموع ضخامت دو قطعه خواهد بود. در اتصال نیم‌ونیم ساده، بخشی از هر دو قطعه برداشته می‌شود تا ضخامت نهایی اتصال برابر با ضخامت بیشترین قطعه شود. معمولاً در این نوع اتصال، هر دو قطعه دارای ضخامت برابر هستند و نیمی از ضخامت هر کدام برداشته می‌شود.
در اتصال‌های چوبی، این نوع اتصال که در آن دو سطح دارای جهت الیاف طولی با چسب به هم متصل می‌شوند، از نظر مقاومت در برابر نیروی برشی، حتی از مورتیس و تنون و دیگر اتصال‌های به‌ظاهر محکم نیز برتر است.
در زمینهٔ جوشکاری فلزات، این اتصال که با هم‌پوشانی لبه‌های دو ورق ساخته می‌شود، برای بسیاری از کاربردها مناسب نیست؛ زیرا اتصال تکی نیم‌ونیم مقاومت بسیار کمی در برابر خمش دارد. این نوع اتصال بیشتر زمانی مناسب است که دو استوانه بخواهند درون یکدیگر قرار گیرند.

## کاربردها
- ساخت چارچوب در کابینت
- قاب‌بندی موقت
- برخی موارد در سازه‌های چوبی سنگین
- میزسازی

## اتصال‌های نیم‌ونیم ساده
اتصال‌های نیم‌ونیم ساده به‌طور گسترده در ساخت سازه‌های انتقالی و کابینت‌ها برای چارچوب‌بندی استفاده می‌شوند. ساخت آن‌ها آسان و سریع است و سطح اتصال خوبی برای چسب‌کاری با الیاف طولی فراهم می‌کنند که به استحکام بالا منجر می‌شود. بخش‌های شانه‌ای این اتصال، مقاومت نسبی در برابر واپیچش (کج‌شدن اریب) ایجاد می‌کنند. برای مقاومت بیشتر در برابر تابش، می‌توان آن را با دوبل یا اتصال‌دهنده‌ها‌ی مکانیکی تقویت کرد.

## اتصال انتهایی
که به آن نیم‌ونیم کششی نیز گفته می‌شود، شکل پایهٔ اتصال نیم‌ونیم است که برای اتصال دو قطعه در راستای هم یا با زاویه قائمه به‌کار می‌رود. زمانی که اتصال در گوشهٔ یک چارچوب مستطیلی قرار گیرد، آن را نیم‌ونیم گوشه‌ای می‌نامند. این رایج‌ترین نوع اتصال انتهایی است و در چارچوب‌بندی کاربرد فراوانی دارد.
اگر دو قطعه در یک اتصال نیم‌ونیم به‌صورت موازی باشند، این اتصال با عنوان نیم‌ونیم درزدار نیز شناخته می‌شود. این اتصال نوعی اتصال درزدار است و جایگزینی برای اتصال مورب در اتصال قطعات کوتاه به‌صورت سر به سر است.
در اتصال انتهایی، هر قطعه دارای یک شانه و یک گونه است.
کاربردها:
- چارچوب داخلی کابینت
- چارچوب‌های قابل‌دید که اعضای آن‌ها دارای شکل خاصی باشند

## اتصال صلیبی
تفاوت اصلی این نوع با اتصال نیم‌ونیم پایه در این است که اتصال در میانهٔ یکی یا هر دو قطعه انجام می‌شود، نه در انتها. دو قطعه نسبت به هم زاویهٔ قائمه دارند و یکی از آن‌ها ممکن است در نقطهٔ اتصال به پایان برسد یا از آن عبور کند. اگر یکی از قطعات در محل اتصال به پایان برسد، به آن نیم‌ونیم تی‌شکل یا نیم‌ونیم میانی می‌گویند. در اتصال صلیبی که هر دو قطعه از محل اتصال عبور می‌کنند، هر قطعه دارای دو شانه و یک گونه است.
کاربردها:
- چارچوب داخلی کابینت
- قاب‌بندی و مهاربندی ساده

## اتصال نیم‌ونیم دم‌چلچله‌ای
در این نوع اتصال، جای فرورفتن قطعه به‌گونه‌ای زاویه‌دار بریده می‌شود تا از بیرون کشیده شدن آن جلوگیری کند.
کاربردها:
- سازه‌هایی که در آن‌ها نیروی کششی ممکن است اتصال را از هم جدا کند

## نیم‌ونیم فارسی
این نوع، ضعیف‌ترین شکل اتصال نیم‌ونیم است، زیرا سطح چسب‌خورده در آن کمتر از سایر انواع است.
کاربردها:
- چارچوب‌های قابل‌دید که در آن‌ها گوشه‌های فارسی‌شده مدنظر باشد.